# Liste der Naturdenkmale in Neiße-Malxetal
Die Liste der Naturdenkmale in Neiße-Malxetal nennt die Naturdenkmale in Neiße-Malxetal im Landkreis Spree-Neiße in Brandenburg.
Diese Liste enthält außer den im Herbst 2016 aktuellen Naturdenkmalen auch weitere, die in der von 2007 bis 2016 gültigen Verordnung noch enthalten waren.

In den Spalten befinden sich folgende Informationen:
- Nr.: Identifizierungsnummer nach veröffentlichter Liste. Sie wird von der unteren Naturschutzbehörde des Landkreises oder der kreisfreien Stadt vergeben. Wenn sie bekannt ist, wird sie angegeben. In dieser Spalte kann sich zusätzlich das Wort Wikidata befinden, der entsprechende Link führt zu Angaben zu diesem Naturdenkmal bei Wikidata.
- Bezeichnung: Benennung des Naturdenkmals, in der Regel wird bei Bäume die Baumart genannt. Bekannte Eigennamen werden mit angegeben.
- Gemarkung: Ort oder Gemarkung, in der sich das Naturdenkmal befindet
- Lage: Nennt die Lage des Naturdenkmals im jeweiligen Ortsteil und die geografischen Koordinaten des Naturdenkmals. Link zu einem Kartenansichtstool, um Koordinaten zu setzen. In der Kartenansicht sind Naturdenkmale ohne Koordinaten mit einem roten beziehungsweise orangen Marker dargestellt und können in der Karte gesetzt werden. Denkmale ohne Bild sind mit einem blauen bzw. roten Marker gekennzeichnet, Denkmale mit Bild mit einem grünen beziehungsweise orangen Marker.
- Beschreibung: die Beschreibung des Naturdenkmales
- Schutzzweck: Erläutert den Grund der Unterschutzstellung
- Bild: Zeigt ein Bild des Naturdenkmales und gegebenenfalls ein Link zu weiteren Fotos im Medienarchiv Wikimedia Commons

## Groß Kölzig
| Bild | Bezeichnung                | Lage                                                                                     | Beschreibung | Schutzzweck | Nummer |
| ---- | -------------------------- | ---------------------------------------------------------------------------------------- | --- | ----------- | ------ |
| BW   | Sommerlinde „Prangerlinde“ | Groß Kölzig, Neiße-Malxetal, OT Groß Kölzig, Dorfplatz (51° 38′ 16,9″ N, 14° 36′ 9,8″ O) | Etwa 500 Jahre alter Baum mit charakteristischer Wuchsform. Aus den Resten des Altbaums wächst ein neuer Baum.                                          |             | 6      |
| BW   | Stieleiche                 | Groß Kölzig, Neiße-Malxetal, OT Groß Kölzig, Gutspark (51° 38′ 14″ N, 14° 36′ 25″ O)     | Imposamte Stieleiche im Gutspark. Das nahe Gutshaus des im 14. Jahrhundert gegründeten Gutes wurde 1945 zerstört. Der Baum ist von Braunfäule befallen. |             | 7      |
| BW   | Stieleiche                 | Groß Kölzig, Friedhofsweg (51° 38′ 24,8″ N, 14° 36′ 5,7″ O)                              | Am nach dem 2. Weltkrieg größtem Gehöft des sich von Landwirtschaft zu Bergbau wandelnden Ortes.                                                        |             | [ 5 ]  |

## Preschen
| Bild | Bezeichnung | Lage                                                                                     | Beschreibung | Schutzzweck | Nummer |
| ---- | ----------- | ---------------------------------------------------------------------------------------- | ------------ | ----------- | ------ |
| BW   | Findling    | Preschen, Preschen, direkt neben „Boskes Quell“ (51° 38′ 27,7″ N, 14° 39′ 42,7″ O)       |              |             | 11     |
| BW   | Findling    | Preschen, WT Raden, südlich der Radweges Bahren-Raden (51° 38′ 12,9″ N, 14° 41′ 28,8″ O) |              |             | 12     |

## Klein Kölzig
| Bild | Bezeichnung | Lage                                                     | Beschreibung | Schutzzweck | Nummer |
| ---- | ----------- | -------------------------------------------------------- | --- | ----------- | ------ |
| BW   | Stieleiche  | Klein Kölzig, Am Park 2 (51° 39′ 14″ N, 14° 34′ 57,4″ O) | Im Park des 1812 abgebrannten Vorgängers des Gutshauses errichtet. Mitte der 1930er Jahre entstand das dicht angrenzende Wohngebäude. |             | [ 5 ]  |